# 中华人民共和国最高人民法院第六巡回法庭
中华人民共和国最高人民法院第六巡回法庭，位于陕西省西安市，是中华人民共和国最高人民法院的巡回法庭之一，巡回区为陕西省、甘肃省、青海省、宁夏回族自治区和新疆维吾尔自治区。

## 沿革
最高人民法院的巡回审判一直存在，但未形成制度。例如2003年底，最高人民法院在辽宁省沈阳市对刘涌案进行提审，这是中华人民共和国成立以来，最高人民法院第一次对刑事案件进行提审，这种情况下最高人民法院依法组成合议庭。
2013年，中共十八届三中全会决定对地方人民法院人财物实行省级统管。2014年10月，中共十八届四中全会决定设立最高人民法院巡回法庭。中共十八届四中全会通过的《中共中央关于全面推进依法治国若干重大问题的决定》提出，“最高人民法院设立巡回法庭，审理跨行政区域重大行政和民商事案件。”2014年12月2日，中央全面深化改革领导小组第七次会议审议通过《最高人民法院设立巡回法庭试点方案》。
设立最高人民法院巡回法庭，作为最高人民法院的派出机构，由中央统一安排其人财物的统一管理，可以摆脱地方制约，强化司法公正。
2016年12月25日闭幕的十二届全国人大常委会第二十五次会议经过表决，任命了新设立的最高人民法院第六巡回法庭庭长、副庭长及审判员。其中，最高法院副院长张述元任最高人民法院第六巡回法庭庭长，张明、杨永清出任最高人民法院第六巡回法庭副庭长。
2016年12月27日，最高人民法院公布《最高人民法院关于修改〈最高人民法院关于巡回法庭审理案件若干问题的规定〉的决定》，自2016年12月28日起施行。
2016年12月29日，该巡回法庭在西安挂牌。

## 管辖
中共十八届四中全会通过的《中共中央关于全面推进依法治国若干重大问题的决定》提出，“最高人民法院设立巡回法庭，审理跨行政区域重大行政和民商事案件。”
第二条规定：“巡回法庭是最高人民法院派出的常设审判机构。巡回法庭作出的判决、裁定和决定，是最高人民法院的判决、裁定和决定。”
第三条规定：“巡回法庭审理或者办理巡回区内应当由最高人民法院受理的以下案件：
- （一）全国范围内重大、复杂的第一审行政案件；
- （二）在全国有重大影响的第一审民商事案件；
- （三）不服高级人民法院作出的第一审行政或者民商事判决、裁定提起上诉的案件；
- （四）对高级人民法院作出的已经发生法律效力的行政或者民商事判决、裁定、调解书申请再审的案件；
- （五）刑事申诉案件；
- （六）依法定职权提起再审的案件；
- （七）不服高级人民法院作出的罚款、拘留决定申请复议的案件；
- （八）高级人民法院因管辖权问题报请最高人民法院裁定或者决定的案件；
- （九）高级人民法院报请批准延长审限的案件；
- （十）涉港澳台民商事案件和司法协助案件；
- （十一）最高人民法院认为应当由巡回法庭审理或者办理的其他案件。

巡回法庭依法办理巡回区内向最高人民法院提出的来信来访事项。”
第四条规定：“知识产权、涉外商事、海事海商、死刑复核、国家赔偿、执行案件和最高人民检察院抗诉的案件暂由最高人民法院本部审理或者办理。”

## 历任领导
| 庭长 1. 张述元（2016年12月25日—2021年8月20日） 2. 杨临萍（2021年8月20日—） 副庭长 - 张明（2016年12月25日—2018年12月29日） - 杨永清（2016年12月25日—2018年12月29日） - 何莉（2018年12月29日—2021年2月28日） - 骆电（2018年12月29日—2021年2月28日） - 高晓力（2021年2月28日—） - 吴兆祥（2021年2月28日—） - 齐素（2021年6月10日—2022年6月24日） 廉政监察员 - 郭利然（2017年5月—2020年4月） - 杜强（2020年4月—） | 分党组书记 1. 张述元（2016年12月—2021年8月） 2. 杨临萍（2021年8月—） 分党组副书记 - 张明（2016年12月—2018年12月） - 何莉（2018年12月—2021年1月） - 高晓力（2021年1月—） 分党组成员 - 杨永清（2016年12月—2018年12月） - 郭利然（2017年5月—2020年4月） - 骆电（2018年12月—2021年1月） - 杜强（2020年4月—） - 齐素（2021年1月—2022年6月） - 吴兆祥（2021年1月—） |